# 胙土命氏
胙土命氏始于先秦时代是以严格遵循以嫡长子继承权为核心的封建宗法制度原则。即“别子为祖，继别为宗”。具体来讲，就是王室、诸侯的嫡长子有权继承父亲为「后王」（天子）、为「君公」（諸侯）；王室、国君的庶子，也称“别子”（即嫡生子以外庶出的兒子），无权继承王位、君位，但有分封的权利，需分给一定的食邑、采地，自成系统。通过“胙王命氏”的方式，成为新的氏族，别子就成为这一新的氏族的开派之祖（得姓受氏之祖），即“别子为祖”。由此制度而产生演变的姓氏有很多，如，周姓（周王室氏），吳姓，康姓，胡姓，趙姓，秦姓，鄭姓，宋姓，陳姓等姓氏。